# سیارک ۱۲۴۴۵
سیارک ۱۲۴۴۵ (به انگلیسی: 12445 Sirataka، نامگذاری:1996HE2) دوازده هزار و چهارصد و چهل و پنجمین سیارک کشف شده‌است که در ۲۴ آوریل ۱۹۹۶ کشف شد.
قدر مطلق سیارک برابر ۱۲٫۷۰ است.